# Paolo de Bernardis
Paolo de Bernardis (Florença, 1 de fevereiro de 1959) é um astrofísico e cosmologista italiano, professor na Universidade de Roma "La Sapienza".

## Biografia
Paolo de Bernardis foi o responsável pela missão BOOMERanG, um balão estratosférico lançado a partir da base americana de Mac Murdo, no Antártico. Esta missão foi a primeira a oferecer uma cartografia de alta resolução anisotrópico da radiação cósmica de fundo, no final da década de 1990.
Paolo de Bernardis concluiu os seus estudos sobre física em 1982 com summa cum laude na Universidade de Roma. Desde 1984 que trabalha em pesquisas na universidade. A partir de 1992 começou a leccionar como professor.

## Prémios
- 2001 Prêmio Antonio Feltrinelli da Academia Nacional dos Linces
- 2002 la Targa Piazzi de l'INAF/MIUR
- 2006 Prêmio Balzan (com Andrew Lange)
- 2009 Prêmio Dan David